# 蛍石
蛍石（ほたるいし/けいせき、螢石、英: Fluorite、フローライト、フルオライト）は、鉱物（ハロゲン化鉱物）の一種。主成分はフッ化カルシウム（CaF2）。等軸晶系。
色は無色、または内部の不純物により黄、緑、青、紫、灰色、褐色などを帯びる。加熱すると発光し、また、割れてはじける場合がある。この光って弾ける様が蛍のようだということで、蛍石と名付けられた。また、不純物として希土類元素を含むものは、紫外線を照射すると紫色の蛍光を発する。蛍光する蛍石はイギリスや中国で産出されたものの中から稀に見つかることがある。
へき開が良い鉱物であり、正八面体に割れる。モース硬度は4であり、モース硬度の指標となっている。比重は3.18。濃硫酸に入れて加熱するとフッ化水素が発生する。

## 用途・加工法

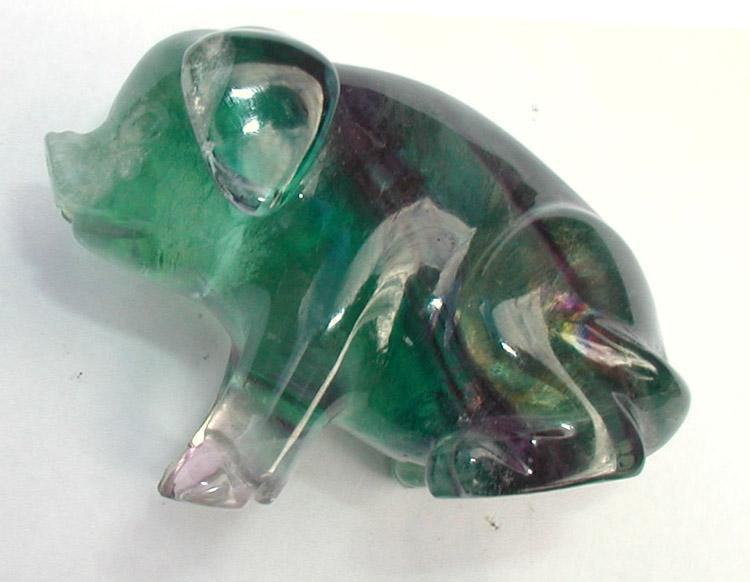
蛍石の彫り物

### 化学材料
古くから製鉄などにおいて融剤として用いられてきた。鉱石を流動化することにちなんで、蛍石はかつての英名は「fluorspar」という名であった。fluoはラテン語で「流れる」を意味する。また、蛍石はフッ素を含むことから、フッ素を意味する英単語「fluorine」も、この英名から名付けられた。
フッ素の貯蔵に用いられることもある。またアルミ精錬の融剤であるヘキサフルオロアルミン酸ナトリウムを合成する原材料となっている。
蛍石はフッ素が大量に含まれており、粉砕した蛍石と硫酸を反応させることで、フッ化水素酸と石膏が生成される。さらに、このフッ化水素酸からは、様々なフッ素化合物が作られる。

### 光学材料
望遠鏡や写真レンズ（特に望遠レンズ）などで、高性能化のための特殊材料として現在ではキーパーツとなっている。天然の蛍石は、古くは19世紀には、顕微鏡などで使われている。
高純度の蛍石結晶は、紫外線から可視光線、赤外線まで幅広い波長の光（130nmから8μm）を透過することから、光学材料としてレンズや窓板等、多様な用途に使用されている。また色分散が小さく、さらに一般的な光学ガラスと傾向が違う（異常部分分散）という特性を持つため、これを組み合わせてレンズを作ると色収差が非常に小さい、すなわち広い波長域にわたって焦点距離の差のない極めて安定した光学性能が得られる（蛍石レンズ）。
しかし、天然から産する蛍石は小粒なものが多く、大型のレンズを作ることは難しい。1950年代には、蛍石を粉砕し、不純物を取り除いた上で再結晶化させる人工蛍石結晶の技術が発明された。しかし単結晶を光学材料として使用するため、大型化が難しい。人工蛍石結晶は、まず坩堝で1400度まで加熱したあと、7～11日かけて冷やす。そして、不純物がないか検査した後、再び加熱して7～9日かけて冷やしながら、歪みを取り除いていくという工程を経て、ゆっくりと研磨をするという長い時間をかけて出来上がる、直径20cmの凸レンズで100万円以上の高値になることもある。世界で初めて、一般消費者向けに発売した人工蛍石結晶採用のカメラ用レンズは、キヤノンが1969年5月に発売した「FL-F300mm F5.6」である。当時、大卒の初任給が約3万円の時代に、このレンズは10万円で売り出された。
日本の岩谷産業が2014年10月14日、天然の蛍石を原料とせず、炭酸カルシウムや石灰岩を高純度のフッ酸で処理することで、蛍石を人工的に合成する技術を、世界で初めて確立したと発表した。これにより、レンズの低価格化が起こると期待されていたが、2020年時点ではまだコスト問題が解消されておらず、合成蛍石は、人工蛍石結晶の10倍弱のコストがかかる。ガラスで、蛍石レンズと同じ性質を持つレンズを作ることも可能であるが、その場合も加工は蛍石以上に難しい場合が多く、また重い。結果、蛍石が使われることが多い。
なお、鉱物として観賞用に市販されているものに関しては比較的安価である。
紫外線の透過に優れているため、集積回路の露光に用いるステッパーの光学系に使用される。石英も紫外線の光学材料として使用されるが、DUV(Deep Ultraviolet:深紫外線)の帯域では損失が大きいので蛍石の独擅場である。他にDUVの光学材料としてはフッ化リチウム、フッ化マグネシウムも候補である。

## 産地
世界的に広範囲で産出する鉱物で世界埋蔵は2億2000万トンと推定されている。
世界の蛍石の生産量は1950年から1970年の間に急速に増加したが掘りやすい場所を掘りつくしてしまいその後減少し始めた。需要の増加はアルミニウム製錬とフルオロカーボンの製造と半導体生産に関連している。
フッ素はリサイクルすることが実質的に不可能であるため、現在のペースでは40年前後で完全に枯渇することが予想されている。
鉱脈が枯渇した鉱山や産出量が減少しはじめている鉱山も多く、1980年代に120万トンを産出して世界第三位を誇っていたモンゴルは鉱脈の枯渇が進み現在では23万トンにまで減少している。
世界最大の産出量を誇る中国も輸出や工業利用しやすい沿岸部の枯渇が進み内陸部へと移動している。
一時的な下落はあるが鉱石の価格は上昇を続けているため、旧来の価格では採算ラインにのらないために採掘されていなかった鉱脈が開発されたり採掘再開した鉱山もある。
日本国内でも昔は産出していたが1970年までに全て掘りつくしてしまい、1972年に日本国内の鉱脈は全て枯渇した事が宣言され、現在は少量が自然採取できるだけで鉱脈は存在しない。
世界のCaF2純分の蛍石生産量　単位：千ｔ
| 順位 | 国/地域      | 2007年 | 2008年 | 2009年 | 2010年 | 2011年 | 2012年 | 2013年 | 2014年 | 2015年 | 2016年 |
| ---- | ------------ | ------ | ------ | ------ | ------ | ------ | ------ | ------ | ------ | ------ | ------ |
| 1    | 中国         | 3,200  | 4,200  | 3,800  | 4,600  | 6,550  | 4,200  | 4,000  | 3,800  | 4,400  | 4,200  |
| 2    | メキシコ     | 933    | 1,058  | 1,050  | 1,070  | 1,210  | 1,240  | 1,210  | 1,110  | 1,030  | 1,000  |
| 3    | モンゴル     | 355    | 335    | 460    | 400    | 348    | 480    | 240    | 370    | 231    | 230    |
| 4    | 南アフリカ   | 285    | 299    | 204    | 157    | 196    | 170    | 158    | 285    | 135    | 180    |
| 5    | ベトナム     | -      | 4      | -      | -      | -      | -      | -      | 38     | 168    | 170    |
| 6    | カザフスタン | 64     | 66     | 65     | 65     | 65     | 65     | 108    | 110    | 110    | 110    |
| 7    | スペイン     | 138    | 149    | 123    | 128    | 112    | 107    | 103    | 103    | 98     | 95     |
| 8    | イラン       | 68     | 62     | 71     | 76     | 58     | 80     | 85     | 90     | 80     | 80     |
| 9    | モロッコ     | 79     | 57     | 69     | 75     | 79     | 79     | 81     | 75     | 79     | 75     |
| 10   | ドイツ       | 54     | 49     | 50     | 59     | 66     | 54     | 49     | 60     | 40     | 60     |
| 11   | タイ         | 2      | 26     | 86     | 23     | 12     | 21     | 24     | 35     | 50     | 50     |
| 12   | イギリス     | 45     | 37     | 19     | 26     | -      | -      | 30     | 77     | 81     | 40     |
| 13   | ケニア       | 82     | 98     | 16     | 45     | 117    | 91     | 72     | 70     | 63     | 20     |
| 14   | ナミビア     | 109    | 109    | 74     | 97     | 84     | 69     | 61     | 65     | -      | -      |
| 15   | ロシア       | 180    | 269    | 127    | 67     | 120    | 129    | 59     | 3      | -      | -      |
|      | その他       | 126    | 104    | 86     | 151    | 62     | 95     | 100    | 99     | 109    | 89     |
|      | 合計         | 5,720  | 6,920  | 6,300  | 7,040  | 9,080  | 6,880  | 6,380  | 6,390  | 6,674  | 6,399  |

出典：Unitd States Geological Survey「Minerals Yearbook Fluorspar」

## 特記事項
- 中国医学では紫石英と呼び、鎮静・鎮咳薬として用いられるが、地方によっては紫水晶と混同される。また中国では、蛍光する蛍石を夜明珠と呼び、古くから宝物として扱われてきた。
- 蛍光する蛍石の中で、世界最大といわれるものは、中国雲南省で採掘されたもので、採掘後直径1.6mの球形に加工された。重量6.2トン。昼間太陽の光を蓄積し、夜間緑色から白色の燐光を放つという[10]。
- 日本語での呼び方は、「ほたるいし」という訓読みと、「けいせき」という音読みが混在しているが、後者はガラスの原料となる珪石と同じであるため、混乱を避けるため訓読みされることが多い。

## 画像

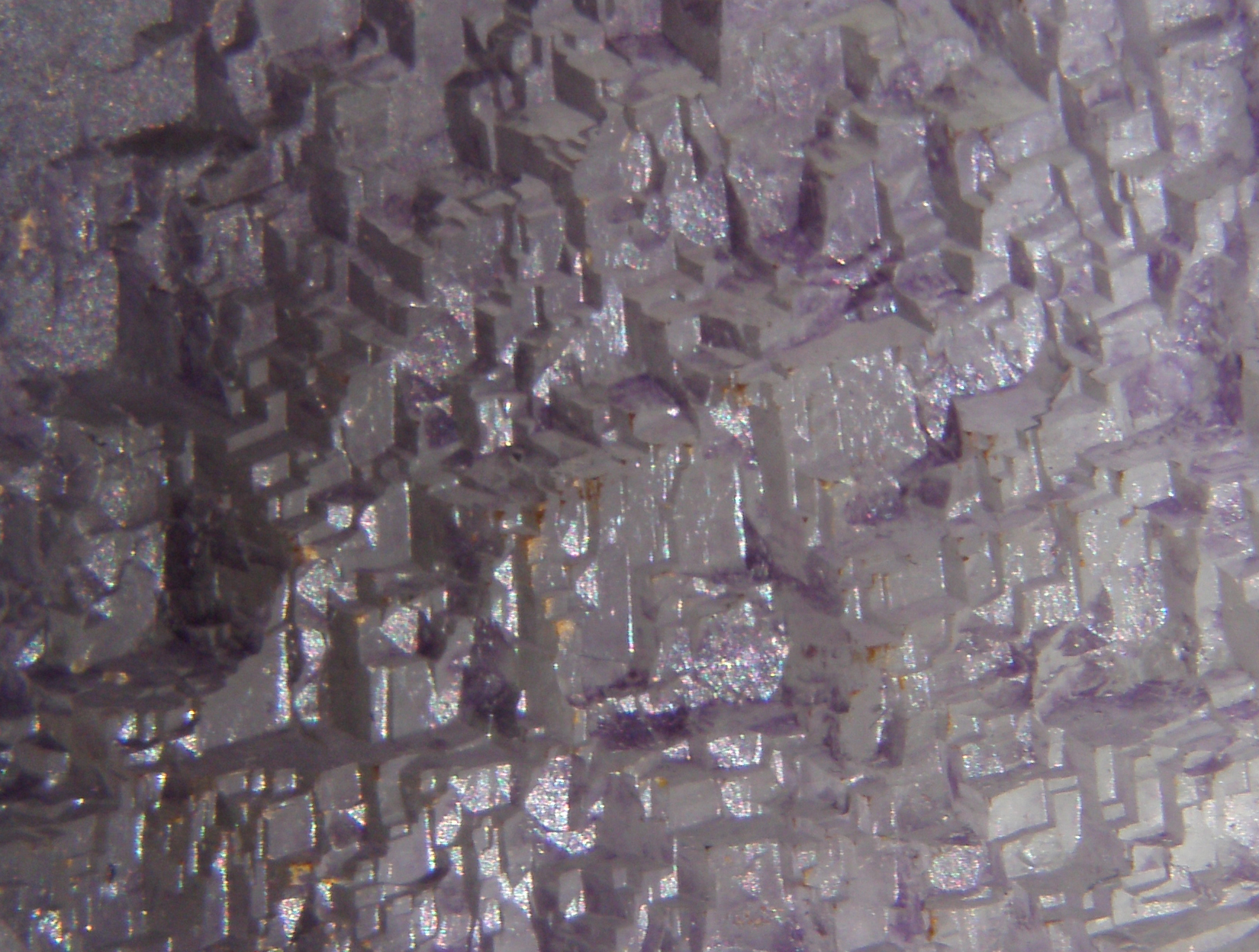
蛍石の表面の拡大画像
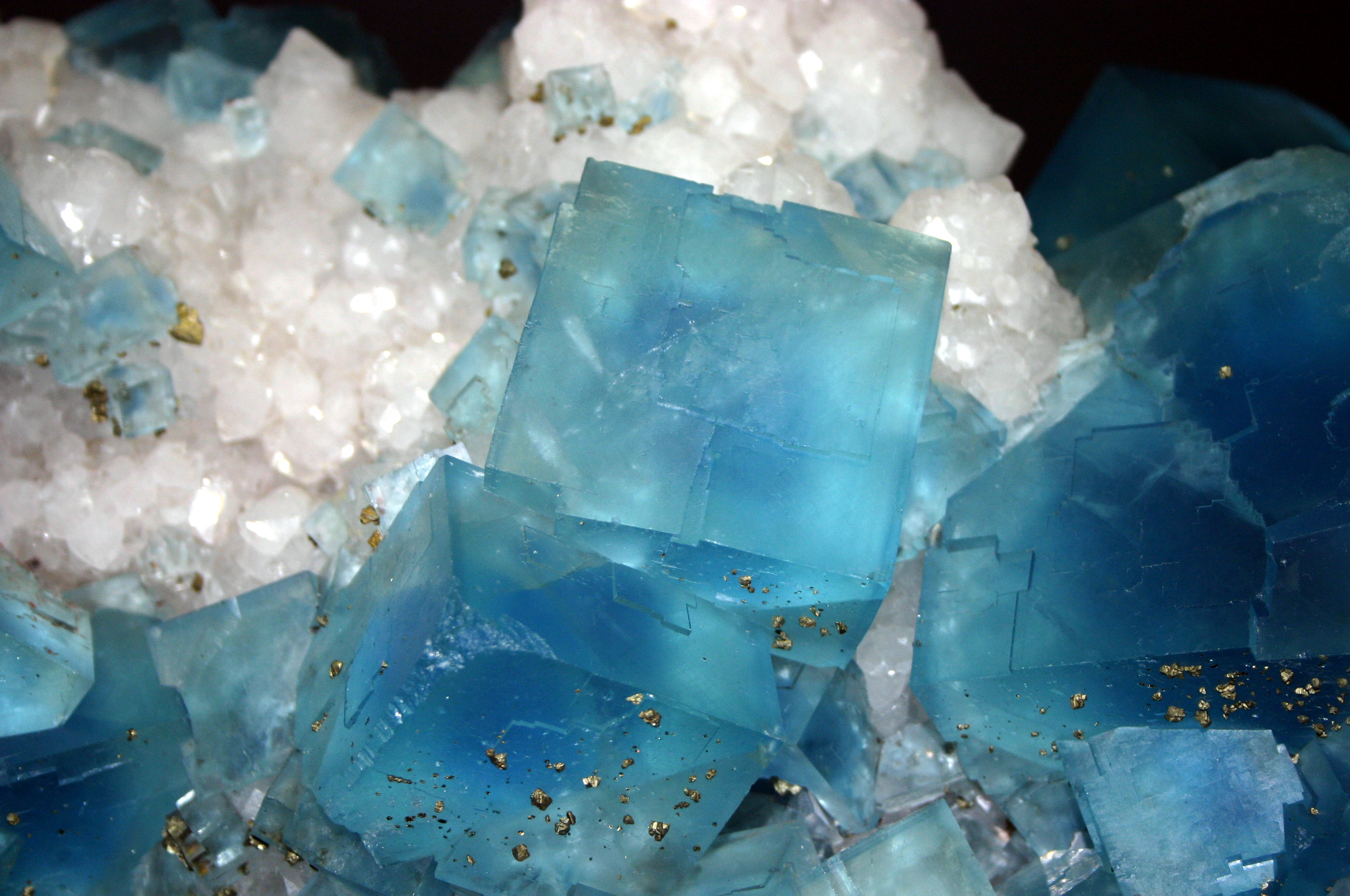
ミラノ市立自然史博物館で展示されている標本
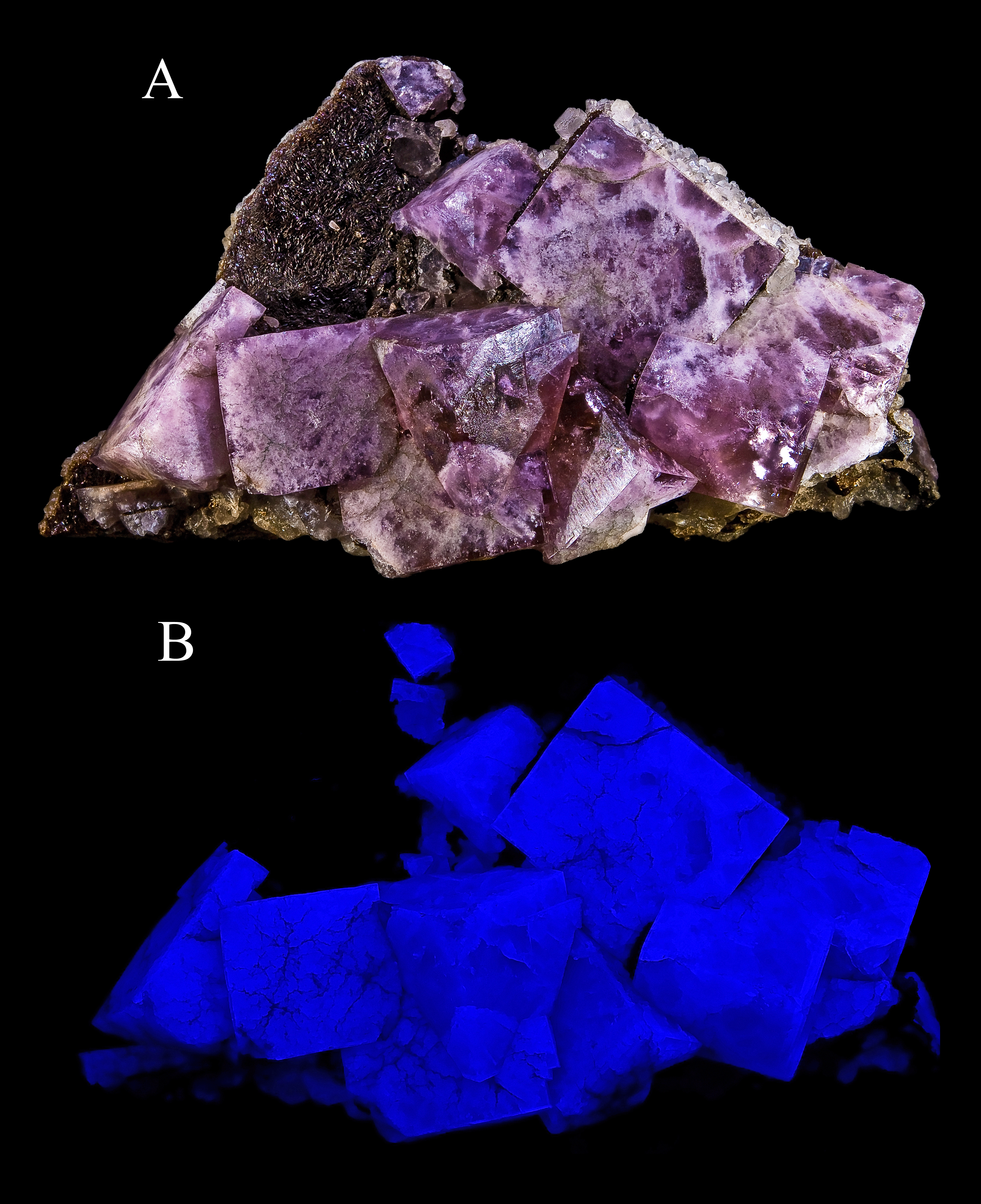
イギリスのダラムで産出した蛍石。下は蛍光を発している様子。